# カタラニート
カタラニート（Qatalanit קאטאלנית）は、スペイン北東部のカタルーニャ地方やバレアレス諸島でユダヤ人によって話されていたカタルーニャ語の変種。別名、ユダヤ・カタルーニャ語。
言語としては初期のユダヤ・プロヴァンス語に近接しているものの、カタルーニャはプロヴァンスと違ってムーア人に占領されていたため、カタラニートの話者のコミュニティは、ユダヤ・プロヴァンス語の話者のコミュニティとは歴史的・民族的・政治的に永らく隔たっていた。カタラニートの黄金時代は12世紀初期に始まったが、1492年、ユダヤ教徒がスペインから追放されたことで終焉を迎えた。